# Phoxichilidium
Phoxichilidium är ett släkte av havsspindlar som beskrevs av Milne Edwards 1840. Enligt Catalogue of Life ingår Phoxichilidium i familjen Phoxichilidiidae, men enligt Dyntaxa är tillhörigheten istället familjen Ammotheidae.
Kladogram enligt Catalogue of Life och Dyntaxa:
| Phoxichilidium | \| \| Phoxichilidium femoratum \| \| \| \| \| \| Phoxichilidium forfex \| \| \| \| \| \| Phoxichilidium horribilis \| \| \| \| \| \| Phoxichilidium micropalpidum \| \| \| \| \| \| Phoxichilidium ponderosum \| \| \| \| \| \| Phoxichilidium quadradentatum \| \| \| \| \| \| Phoxichilidium tuberculatum \| \| \| \| \| \| Phoxichilidium tuberungum \| \| \| \| \| \| Phoxichilidium femoratum \| \| \| \| \| \| Phoxichilidium ungellatum \| \| \| \| |
|                | \| \| Phoxichilidium femoratum \| \| \| \| \| \| Phoxichilidium forfex \| \| \| \| \| \| Phoxichilidium horribilis \| \| \| \| \| \| Phoxichilidium micropalpidum \| \| \| \| \| \| Phoxichilidium ponderosum \| \| \| \| \| \| Phoxichilidium quadradentatum \| \| \| \| \| \| Phoxichilidium tuberculatum \| \| \| \| \| \| Phoxichilidium tuberungum \| \| \| \| \| \| Phoxichilidium femoratum \| \| \| \| \| \| Phoxichilidium ungellatum \| \| \| \| |
|                | Anoplodactylus |
|                | |
|                | Pallenopsis |
|                | |
|                | Philyra |
|                | |
|                | Phoxiphilyra |
|                | |
|                | Pycnosomia |
|                | |
|                | Phoxichilidium femoratum |
|                | |
|                | Phoxichilidium forfex |
|                | |
|                | Phoxichilidium horribilis |
|                | |
|                | Phoxichilidium micropalpidum |
|                | |
|                | Phoxichilidium ponderosum |
|                | |
|                | Phoxichilidium quadradentatum |
|                | |
|                | Phoxichilidium tuberculatum |
|                | |
|                | Phoxichilidium tuberungum |
|                | |
|                | Phoxichilidium femoratum |
|                | |
|                | Phoxichilidium ungellatum |
|                | |

|  | Phoxichilidium femoratum      |
|  |                               |
|  | Phoxichilidium forfex         |
|  |                               |
|  | Phoxichilidium horribilis     |
|  |                               |
|  | Phoxichilidium micropalpidum  |
|  |                               |
|  | Phoxichilidium ponderosum     |
|  |                               |
|  | Phoxichilidium quadradentatum |
|  |                               |
|  | Phoxichilidium tuberculatum   |
|  |                               |
|  | Phoxichilidium tuberungum     |
|  |                               |
|  | Phoxichilidium femoratum      |
|  |                               |
|  | Phoxichilidium ungellatum     |
|  |                               |